# Michel Van Aerde
Michel Van Aerde (Zonnegem, 2 oktober 1933 - Burst, 11 augustus 2020) was een Belgisch wielrenner die professioneel actief was van 1955 tot 1966.

## Overwinningen
- 1954: Belgisch kampioen bij de militairen.
- 1956: Eke; Impe; Melsele; Schoonaarde en Stadsprijs Geraardsbergen.
- 1957: 2 ritten in de Dauphiné Libéré; het eindklassement in de Drielandentrofee; Erpe; Parijs-Valenciennes; Stadsprijs Geraardsbergen; een rit in de Tour de l'Ouest en een rit in de Ronde van Normandië.
- 1958: Beervelde en Wervik.
- 1959: Kopenhagen; een rit in Parijs-Nice; Sienne en Sint-Lievens-Esse.
- 1960: 15e rit in de Ronde van Frankrijk.
- 1961: Erembodegem; Heule;  nationaal kampioenschap op de weg bij de elite; Omloop der Drie Provinciën; 12e rit in de Ronde van Frankrijk; Zonnegem.

- 1962: een rit in de Ronde van België op de Citadelle te Namen.
- 1963: Burst.
- 1964: Erpe.

Michel Van Aerde behaalde in totaal 31 overwinningen bij de beroepsrenners. Na zijn wielerloopbaan ging hij werken in zijn eigen meubelzaak.

## Resultaten in voornaamste wedstrijden
| Jaar | Ronde van Italië | Ronde van Frankrijk | Ronde van Spanje |
| ---- | ---------------- | ------------------- | ---------------- |
| 1957 |                  |                     |                  |
| 1958 |                  |                     |                  |
| 1959 |                  | 22e                 |                  |
| 1960 | opgave           | 24e (1)             |                  |
| 1961 |                  | 13e (1)             |                  |
| 1962 |                  | opgave              |                  |
| 1963 |                  | opgave              |                  |
| 1964 |                  | 58e                 | 24e              |
| 1965 |                  | 35e                 | opgave           |

| Jaar | Milaan-San Remo | Gent-Wevelgem | Ronde van Vlaanderen | Parijs-Roubaix | Luik-Bast.‑Luik | Ronde van Lombardije | Brabantse Pijl | Waalse Pijl | Kuurne-Brussel-Kuurne |  | WK op de weg |
| ---- | --------------- | ------------- | -------------------- | -------------- | --------------- | -------------------- | -------------- | ----------- | --------------------- |  | ------------ |
| 1957 |                 |               | 21e                  | 82e            |                 |                      |                | 12e         | 4e                    |  |              |
| 1958 | 72e             | 15e           | 21e                  | 57e            |                 | Brons                |                |             |                       |  |              |
| 1959 | 5e              |               |                      |                |                 |                      |                |             |                       |  |              |
| 1960 |                 | 18e           | 31e                  | 16e            |                 |                      |                | 26e         | 10e                   |  |              |
| 1961 | 5e              | 17e           |                      | 29e            | 18e             |                      | ↑              |             |                       |  | 26e          |
| 1962 | 15e             | 4e            | ↑                    | 22e            |                 |                      |                |             |                       |  |              |
| 1963 | 53e             | Brons         | 7e                   | 15e            | 32e             |                      | 4e             | 17e         |                       |  |              |
| 1964 |                 |               |                      |                |                 |                      |                |             |                       |  |              |
| 1965 |                 |               | 25e                  |                |                 |                      |                |             |                       |  |              |